# Monasteri carolingi
Questo è un elenco parziale dei monasteri dell'impero carolingio, nell'Europa occidentale intorno all'anno 800. 
| Abbazia                                              | Data della fondazione (tradizionale)                                  | Fondatore (tradizionale)                                               | Località (oggi)         |
| ---------------------------------------------------- | --------------------------------------------------------------------- | ---------------------------------------------------------------------- | ----------------------- |
| Abbazia di Altaripa                                  |                                                                       |                                                                        |                         |
| Abbazia di Altmünster                                |                                                                       |                                                                        |                         |
| Abbazia di Altomünster                               | 750                                                                   | Altone di Altomünster                                                  |                         |
| Abbazia di Amorbach                                  | 734                                                                   | Amor, discepolo di Pirmino di Murbach                                  |                         |
| Abbazia di Aindernach                                |                                                                       |                                                                        |                         |
| Abbazia di Annegray                                  | 590-591 circa                                                         | Colombano di Bobbio                                                    | La Voivre (Alta Saona)  |
| Abbazia di Argenteuil                                | 656/menzionato per la prima volta nel 697                             |                                                                        |                         |
| Abbazia di Barisis au Bois                           |                                                                       |                                                                        |                         |
| Abbazia di Benedictbeuren                            | 740 circa, 969/1031 (seconda fondazione da parte di Wolfold/Ellinger) | Lantfrit, Waltram e Elilant della nobile famiglia bavaresi degli Huosi |                         |
| Abbazia di Blois                                     |                                                                       |                                                                        |                         |
| Abbazia di San Colombano                             | 614                                                                   | Colombano di Bobbio                                                    | Bobbio                  |
| Abbazia di Chelles                                   | 658 circa                                                             | Baltilde                                                               |                         |
| Abbazia di Chiemsee                                  |                                                                       |                                                                        |                         |
| Abbazia di Corbie                                    | 660 circa                                                             | Baltilde                                                               |                         |
| Abbazia di Dol                                       | VI secolo                                                             | Sansone di Dol                                                         |                         |
| Abbazia di Echternach                                | Fine del VII secolo                                                   | Villibrodo                                                             |                         |
| Abbazia di Faremoutiers                              | 620 circa                                                             | Santa Fara                                                             | Faremoutiers            |
| Abbazia della Santissima Trinità (Fécamp)            | 658                                                                   | Waningus                                                               | Fécamp                  |
| Abbazia di Ferrières                                 | 630                                                                   | Colombano di Bobbio                                                    |                         |
| Abbazia di Flavigny                                  | 717                                                                   | Widerad                                                                |                         |
| Abbazia di Fleury                                    | 640 circa                                                             | Leodebaldo                                                             |                         |
| Abbazia di Fontaine                                  | 592-593 circa                                                         | Colombano di Bobbio                                                    | Fontaine-lès-Luxeuil    |
| Abbazia di Fritzlar (Frideslar)                      | 724                                                                   | Bonifacio                                                              |                         |
| Abbazia di Gorze                                     | 749                                                                   | Crodegango di Metz                                                     |                         |
| Abbazia di Fulda                                     | 744                                                                   | Sturmio di Fulda                                                       |                         |
| Abbazia di d'Hautvillers                             |                                                                       |                                                                        |                         |
| Abbazia di Hersfeld                                  | 736, nuovamente nel 769                                               | Sturmio di Fulda                                                       |                         |
| Abbazia di Holzkirchen                               |                                                                       |                                                                        |                         |
| Abbazia di Honau                                     |                                                                       |                                                                        |                         |
| Abbazia di Hornbach                                  |                                                                       |                                                                        |                         |
| Abbazia di Jumièges                                  | 654                                                                   | Filiberto di Jumièges                                                  |                         |
| Abbazia di Kaiserswerth                              |                                                                       |                                                                        |                         |
| Abbazia di Kempten                                   |                                                                       |                                                                        |                         |
| Abbazia di Kitzingen                                 |                                                                       |                                                                        |                         |
| Abbazia di Kochel                                    |                                                                       |                                                                        |                         |
| Abbazia di Landévennec                               | 485 circa                                                             | Vinvaleo di Landévennec (Guénolé)                                      |                         |
| Abbazia di Lerino                                    | 410                                                                   | Onorato di Arles                                                       |                         |
| Abbazia di Lobbes                                    | 650                                                                   | Landelino di Lobbes                                                    |                         |
| Abbazia di Loches                                    |                                                                       |                                                                        |                         |
| Abbazia di Lorch                                     |                                                                       |                                                                        |                         |
| Abbazia di Lorsch                                    | 764                                                                   | Cancoro                                                                |                         |
| Abbazia di Lure                                      | 611                                                                   | San Deicolo                                                            | Lure (Alta Saona)       |
| Abbazia di Luxeuil                                   | 590-591 circa                                                         | Colombano di Bobbio                                                    | Luxeuil-les-Bains       |
| Abbazia di Mazerolles                                |                                                                       |                                                                        |                         |
| Abbazia di Mettlach                                  |                                                                       |                                                                        |                         |
| Abbazia di Mondsee                                   | 748                                                                   | Odilone di Baviera                                                     |                         |
| Abbazia di Mont-Saint-Michel                         | 708                                                                   | Auberto di Avranches                                                   |                         |
| Abbazia di Montier-en-Der                            | 670 circa                                                             | Berchar(ius)                                                           |                         |
| Abbazia di Murbach                                   | 727                                                                   | Pirmino di Murbach                                                     |                         |
| Abbazia di Nantua                                    | 660 circa                                                             | Amando di Maastricht                                                   |                         |
| Abbazia di Neustadt am Main                          | 760 circa                                                             | Meginaudo di Würzburg                                                  |                         |
| Abbazia di Niederaltaich                             | 731 o 741                                                             | Odilone di Baviera                                                     |                         |
| Abbazia di Nivelles                                  | 640 circa                                                             | Gertrude di Nivelles                                                   |                         |
| Abbazia di Noirmoutier                               |                                                                       |                                                                        |                         |
| Abbazia di Nonantola                                 | 752                                                                   | Anselmo di Nonantola                                                   |                         |
| Abbazia di Nouaillé (Abbazia di Nouaillé-Maupertuis) | Fine del VII secolo                                                   |                                                                        |                         |
| Abbazia di Novalesa                                  | 726                                                                   | Abbone di Provenza                                                     |                         |
| Abbazia di Ochsenfurt                                |                                                                       |                                                                        |                         |
| Abbazia di Ohrdrut                                   |                                                                       |                                                                        |                         |
| Abbazia di Orbais                                    |                                                                       |                                                                        |                         |
| Basilica dei Santi Alessandro e Teodoro              | 764                                                                   | Toto                                                                   |                         |
| Abbazia di Péronne                                   |                                                                       |                                                                        |                         |
| Abbazia di Prüm                                      | 720/21                                                                | Bertrada di Prüm e Cariberto di Laon                                   |                         |
| Abbazia di Rebais                                    | 630 circa                                                             | Audoeno di Rouen                                                       |                         |
| Abbazia di Reichenau                                 | 724                                                                   | Pirmino di Murbach                                                     |                         |
| Abbazia di Remiremont                                | 620 circa                                                             | Romarico                                                               |                         |
| Abbazia di Sarlat                                    |                                                                       |                                                                        |                         |
| Abbazia di Schäftlarn                                | 762                                                                   | Waltrich                                                               |                         |
| Abbazia di Saint-Amand                               | 630 circa                                                             | Amando di Maastricht                                                   |                         |
| Saint-Aubin d’Angers                                 | Prima del 616                                                         | Bobenus?                                                               |                         |
| Abbazia di San Gavone (Gand)                         | 630 circa                                                             | Amando di Maastricht                                                   |                         |
| Abbazia di Saint-Denis                               | 623/39                                                                | Dagoberto I                                                            |                         |
| Abbazia di San Gallo                                 | 612                                                                   | San Gallo                                                              | San Gallo               |
| Abbazia di Saint-Génis-des-Fontaines                 | Menzionato per la prima volta nel 819                                 |                                                                        |                         |
| Abbazia di San Uberto                                |                                                                       |                                                                        |                         |
| Abbazia di San Maixent                               | 459 (?)                                                               | Agapitus, ma a nome di Massenzio                                       |                         |
| Abbazia territoriale di San Maurizio d'Agauno        | 515                                                                   | Sigismondo                                                             | Saint-Maurice, Svizzera |
| Abbazia di San Mesmin                                |                                                                       |                                                                        |                         |
| Abbazia di San Mihiel                                |                                                                       |                                                                        |                         |
| Abbazia di San Nazaire                               |                                                                       |                                                                        |                         |
| Abbazia di San Bertino                               | 650 circa                                                             | Bertin                                                                 |                         |
| Abbazia di San Pietro (Gand)                         | 631?                                                                  | Amando di Maastricht                                                   |                         |
| Abbazia di Saint-Pierre-le-Vif (Sens)                | VI secolo                                                             | Theudechild                                                            |                         |
| Abbazia di San Quintino                              |                                                                       |                                                                        |                         |
| Abbazia di Saint-Riquier                             | 625/38                                                                | Ricario di Centule                                                     |                         |
| Abbazia di Sint-Truiden                              | VII secolo                                                            | Trudo                                                                  |                         |
| Abbazia di Saint-Vaast                               | 667                                                                   | Audebert                                                               |                         |
| Abbazia di Saint-Wandrille de Fontenelle             | 648                                                                   | Vandregisilio                                                          |                         |
| Abbazia di Staffelsee                                |                                                                       |                                                                        |                         |
| Abbazia di Stablo                                    | 650 circa                                                             | Ramaclo                                                                |                         |
| Abbazia di Tauberbischofsheim                        |                                                                       | Bonifacio                                                              |                         |
| Abbazia di Tegernsee                                 | 746 circa o 765 circa                                                 |                                                                        |                         |
| Abbazia di Tonnerre                                  | 800 circa                                                             |                                                                        |                         |
| Abbazia di Weissenburg                               | VII secolo                                                            |                                                                        |                         |
| Abbazia di Wessobrun                                 | 753 circa                                                             |                                                                        |                         |